# Fritz Drechsler (Jockey)
Fritz Drechsler (* 7. Juli 1923 in München; † 20. Oktober 2013 in Baden-Baden) war ein deutscher Jockey und Trainer.

## Leben
Fritz Drechsler wurde 1923 in München geboren. Eigentlich sollte er Bäcker werden, doch die Nähe seiner Wohnung zu den Rennbahnen Daglfing und Riem hatten eine starke Anziehungskraft und weckten seine Neigung für den Pferdesport. So begann Fritz Drechsler 1938 eine Lehre als Galopprenn-Jockey bei Otto Krieg und Fritz Fösten. Schon im Alter von 15 Jahren zeichnete sich seine Karriere unter dem Trainer Otto Krieg auf der Münchener Theresienwiese ab, wo heute das Oktoberfest gefeiert wird. Noch vor Beendigung seiner Lehre wurde Drechsler aber zur Wehrmacht eingezogen und im Zweiten Weltkrieg nahm er an den Eroberungsfeldzügen 1940 in Frankreich und 1941 in Russland teil.
Nach Kriegsende beendete Fritz Drechsler 1945 seine Lehre bei Walter Held, der mit den Waldfrieder Pferden von Hoppegarten nach München geflüchtet war. Ende 1949 folgte er diesem nach Köln. Fritz Drechslers Aufstieg als Jockey setzte sich nach den Waldfrieder Diensten 1951 mit den Pferden des Gestüts Röttgen fort. Noch Jahrzehnte später äußerte er sich in seinen Erinnerungen begeistert über jene Zeit, was auch dem Gestütsleiter Manfred Graf von Lehndorff zu verdanken war, der für ihn eine Vaterfigur verkörperte. Drechsler feierte weitere Erfolge, gewann fast alle großen Rennen und war für mehrere Jahre der dominierende Jockey für die Gestüte Röttgen und Schlenderhan unter den Trainern Albert Schlaefke und Heinz Jentzsch. Aufgrund dieser Erfolge bekam Drechsler ein Vertragsangebot als Stalljockey vom renommierten Gestüt Schlenderhan, das er annahm. Nach eigenem Bekunden fühlte er sich mit der Arbeit dort sehr wohl. Insgesamt brachte es Fritz Drechsler zwischen 1946 und 1975 auf achtundzwanzig Starts im Deutschen Derby. Er gehörte zu den zahlreichen Spitzenjockeys, denen ein Triumph im Deutschen Derby verwehrt blieb; er errang jedoch immerhin viermal den zweiten Platz, darunter beim 101. Deutschen Derby in Hamburg hinter Alpenkönig, den er später selbst ritt.
Als einen seiner schönsten Siege wertete Drechsler den Gewinn des Großen Preises von Baden 1970 in Iffezheim mit jenem Alpenkönig vor der ausländischen Konkurrenz. Mit Lombard gewann er ebenfalls 1970 sowohl das Henckel-Rennen in Gelsenkirchen als auch das Deutsche St. Leger in Dortmund. Seinen 1500. Jockeysieg feierte Drechsler am 13. April 1975 mit Antwerpen aus dem Gestüt Röttgen in Köln, und am 31. Oktober 1975 bestritt er sein letztes Rennen auf der Galopprennbahn Köln-Weidenpesch beim Willi-Ostermann-Gedächtnisrennen. Fritz Drechsler errang acht Jockey-Championate, insgesamt 1523 Siege und war damit Mitglied im sogenannten Club 1000.
1975 kehrte er nach Iffezheim zurück und begann dort Anfang 1976 eine Trainerkarriere auf seiner Lieblingsrennbahn. In dieser neuen Funktion, die er bis 1992 ausübte, gewann er mit seinem Schützling Oranier am 30. Mai 1976 in Neuss sein erstes Rennen als Trainer und ihm gelangen in seinem ersten Trainerjahr vierzehn Siege. In den siebzehn Jahren als Trainer betreute er gute Galopper, allen voran Justus, der sich in München die Trophäe des Bayerischen Zuchtrennens und in Hamburg die des Otto-Schmidt-Rennens sicherte, sowie Attelage, Georgie’s Prince, Nephrit und Bepone. Insgesamt verzeichnete er als Trainer über 600 Siege.
Drechsler war auch unter dem Spitznamen „Gentleman Fritz“ bekannt, was er seiner Beliebtheit beim Publikum und im Kollegenkreis sowie seinem besonders charmanten Auftreten verdankte. 1990 wurde ihm das Bundesverdienstkreuz (Verdienstmedaille) verliehen.
Fritz Drechsler starb am 20. Oktober 2013 nach schwerer Krankheit im Alter von 90 Jahren in einem Hospiz in Baden-Baden. Seine letzte Ruhe fand er in einem kleinen Urnenfach auf dem Iffezheimer Friedhof oberhalb der Gegengeraden der dortigen Rennbahn, wo er mit Alpenkönig einen seiner schönsten und größten Triumphe feierte.

## Schriften
- Fritz Drechsler, Fritz Klein: So gut waren meine Pferde. Lübbe, Bergisch Gladbach 1974. ISBN 3-7857-0138-1. (Als Taschenbuch u.d.T. Ein Leben zwischen Stall und Rennbahn. Lübbe, Bergisch Gladbach 1976. ISBN 3-404-00430-2.)

## Auszeichnungen
- 1990: Bundesverdienstkreuz (Verdienstmedaille) für seine Verdienste in der Nachwuchsausbildung und als Anerkennung seiner Fairness im Sport
- 2012: Ehrenpreis „Monsun“ des Galopp Clubs Süddeutschland für seine Verdienste um den süddeutschen Galopprennsport